# Photothérapie
La photothérapie, en médecine, est un moyen de traitement à l'aide d'un rayonnement électromagnétique non ionisant, c'est-à-dire la lumière le plus souvent.
On distingue la photothérapie simple, utilisée en ophtalmologie (exemple de la rétinopathie diabétique) ou en pédiatrie (exemple de l'ictère), et la photochimiothérapie, où un produit photosensibilisant est administré au patient avant exposition, utilisée en ophtalmologie (exemple de la dégénérescence maculaire liée à l'âge) ou en dermatologie (exemple du psoriasis avec la PUVA-thérapie).
On en rapproche la luminothérapie utilisée en psychiatrie (exemple de la dépression).

## Historique
L'usage thérapeutique de la lumière naturelle en médecine remonte à la fin du XIXe siècle. Son effet remarquable sur la stimulation du système immunitaire et la lutte aux infections provoqua le développement des premières techniques de photothérapie, récompensées, en 1903, par le prix Nobel de physiologie ou médecine remis au médecin danois Niels Ryberg Finsen. En France, la technique est popularisée dans les années 1920, entre autres par Jean Saidman, créateur de fameux solariums tournants à Aix-les-Bains, Vallauris et Jamnagar (Inde), et par les frères Biancani. La découverte de la pénicilline et les campagnes de vaccination massive rendent cependant cette approche moins prometteuse et elle finit presque par tomber dans l'oubli.
L'origine de la photothérapie pour soigner l'ictère des nouveau-nés serait dû aux observations de l'infirmière Jean Ward qui, alors qu'elle travaillait à l'hôpital de Rochford en Angleterre en 1956, aurait remarqué qu'une exposition au soleil des nouveau-nés atteints d'ictère faisait disparaître la couleur jaune de leur peau. Cette intuition sera confirmée par les travaux du Dr Cremer, qui travaille dans le même hôpital et publiera un article prouvant l'efficacité de la lumière pour détruire la bilirubine, à l'origine de l'ictère . Actuellement sont utilisées des lampes émettant de la lumière dans la région spectrale bleue entre 420 et 490 nm, optimum à 460nm (ce ne sont donc pas des UV) pour que cette lumière dégrade la bilirubine.

## Usage médical
Il existe deux façons d’administrer un traitement de photothérapie : soit sur le corps entier ou sur une grande partie du corps (à la lumière solaire ou en cabine) soit une photothérapie locale qui cible une surface réduite et déterminée de la peau. La photothérapie locale est actuellement pratiquée à l’aide d’une lampe de type laser excimer (lampe fonctionnant dans un milieu de gaz rares) ou une lampe LED. La photobiomodulation par LEDs (Light Emitting Diodes) fait partie des techniques de photothérapie non invasives.
La photothérapie locale est principalement administrée en cabinet médical, uniquement sur la partie de la peau affectée et non sur la totalité du corps. Cela évite de soumettre la partie de la peau saine à des rayonnements ultraviolets qui pourraient provoquer des effets secondaires tels que des cancers de la peau. Bien que différentes longueurs d’onde sont effectives pour certaines pathologies, on utilise la plupart du temps les rayons UVB à bande étroite (UVB-NB) qui représentent un risque carcinogène moins important que le rayonnement UVA. Une nouvelle forme de photothérapie est récemment apparue qui utilise la lumière LED bleue (453 nm) offrant un traitement sans UV aux patients souffrant du psoriasis en plaques.
La photothérapie locale peut être administrée aux patients en cabinet médical ou bien à domicile sous prescription à l’aide d’une lampe fixe ou avec un support multidirectionnel. La peau saine est dans ce cas tout simplement couverte.
Une revue systématique d'essais randomisés suggère que la photothérapie peut augmenter la proportion de plaies complètement cicatrisées et réduire la taille des plaies chez les personnes atteintes de diabète, mais il n'y a pas de preuve claire que cette option soit efficace pour le traitement des ulcères des pieds diabétiques.